# Tom Robyns
Tom Robyns (* 14. Mai 1991 in Hasselt, Belgien) ist ein belgischer Handballspieler, der dem Kader der belgischen Nationalmannschaft angehört.

## Karriere

### Im Verein
Robyns übte in seiner Kindheit neben Handball auch die Sportarten Fußball und Turnen aus. Später entschied er sich auf den Handballsport zu konzentrieren. Mit dem belgischen Handballverein Initia HC Hasselt lief der Rückraumspieler in der höchsten belgischen Spielklasse auf, mit dem er drei Mal die belgische Meisterschaft gewann.
Robyns schloss sich im Jahr 2018 dem französischen Zweitligisten Eurométropole Strasbourg Schiltigheim Alsace Handball (kurz ESSAHB) an. Für ESSAHB warf er in der Zweitligasaison 2018/19 insgesamt 85 Tore in 24 Partien. Anschließend wechselte Robyns zum Ligakonkurrenten Massy Essonne Handball, für den er sich 66-mal in der Torschützenliste eintragen konnte. 2020 unterschrieb Robyns einen Vertrag beim Zweitligisten Saran Loiret Handball. Mit Saran gewann er 2021 die Zweitligameisterschaft und stieg in die Ligue Nationale de Handball auf, aus der die Mannschaft nach einer Saison wieder abstieg. 2023 kehrte er mit Saran in die höchste französische Spielklasse zurück. Im Sommer 2024 wechselte er zum französischen Drittligisten Saint-Cyr Handball.

### In Auswahlmannschaften
Robyns gab im Alter von 18 Jahren sein Debüt für die belgische Nationalmannschaft. Er gehörte dem belgischen Aufgebot für die Weltmeisterschaft 2023 an. Bei der Weltmeisterschaft 2023 warf er zwölf Tore in sechs Spielen für seine Mannschaft, die das Turnier nach der Hauptrunde auf dem 21. Platz abschloss. Bislang bestritt Robyns 84 Länderspiele für Belgien, in denen er 174 Treffer erzielte.